# Malibamatšo
Der Malibamatšo [mɑˌdibɑˈmɑt͡sʰɔ] (von Sesotho leliba ‚tiefe Stelle im Fluss‘ und ntšo ‚schwarz‘, also „Schwarze, tiefe Stellen im Fluss“) ist ein Fluss in Lesotho. Er ist ein rechter Nebenfluss des Senqu, der in Südafrika Oranje bzw. Orange River heißt.

## Geographie
Der Malibamatšo entsteht durch Zusammenfluss der Quellflüsse Tšehlanyane, Thlohohatsi, Matseng und Fanana, die im Osten des Butha-Buthe-Distrikts am Rande der Grenze zu Südafrika in einer Höhe von etwa 3100 Meter über dem Meeresspiegel entspringen und rund 30 Kilometer lang sind. Von da fließt er in zahlreichen, tief in das Basaltgebirge eingeschnittenen Mäandern südwärts durch die Distrikte Leribe und Thaba-Tseka. Dabei trennt er die Front Range der Maloti-Berge vom übrigen Hochgebirge ab. Bei Katse wurde die mit 185 Meter Höhe zweithöchste Staumauer Afrikas errichtet, so dass die Katse-Talsperre entstand. Von dort wird Wasser über Tunnel Richtung Norden geleitet, wo es der Versorgung des südafrikanischen Ballungsraumes Gauteng dient. Der Fluss fließt weiter nach Süden und mündet rund 15 Kilometer östlich von Thaba-Tseka in den Senqu. Im Unterlauf bildet er die Grenze zwischen den Distrikten Leribe und Thaba-Tseka.

## Hydrometrie
Die Abflussmenge des Malibamatšo wurde am Pegel Lesotho über die Jahre 1966 bis 1996 in m³/s gemessen.

## Wirtschaft

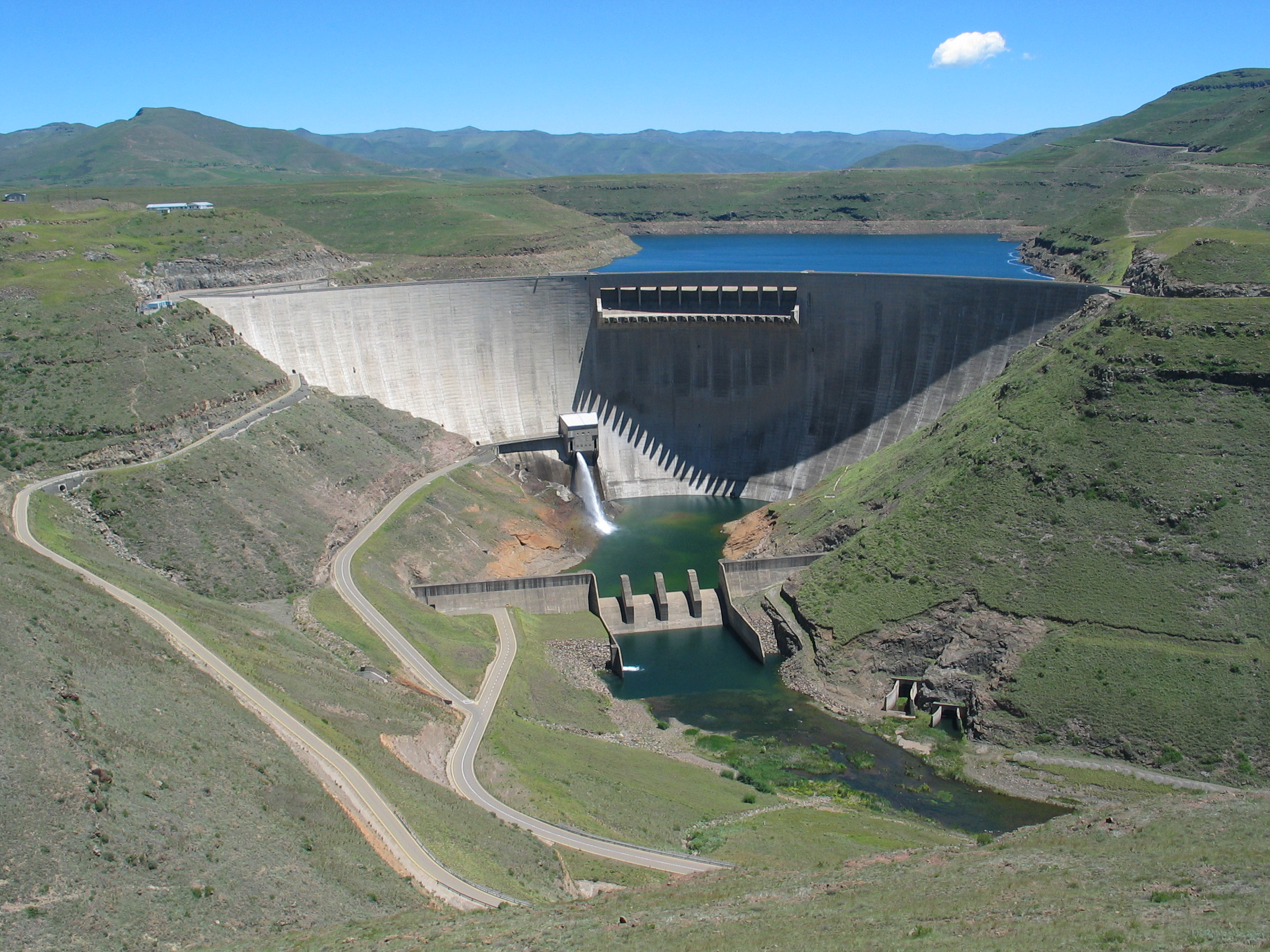
Staumauer der Katse-Talsperre am Malibamatšo

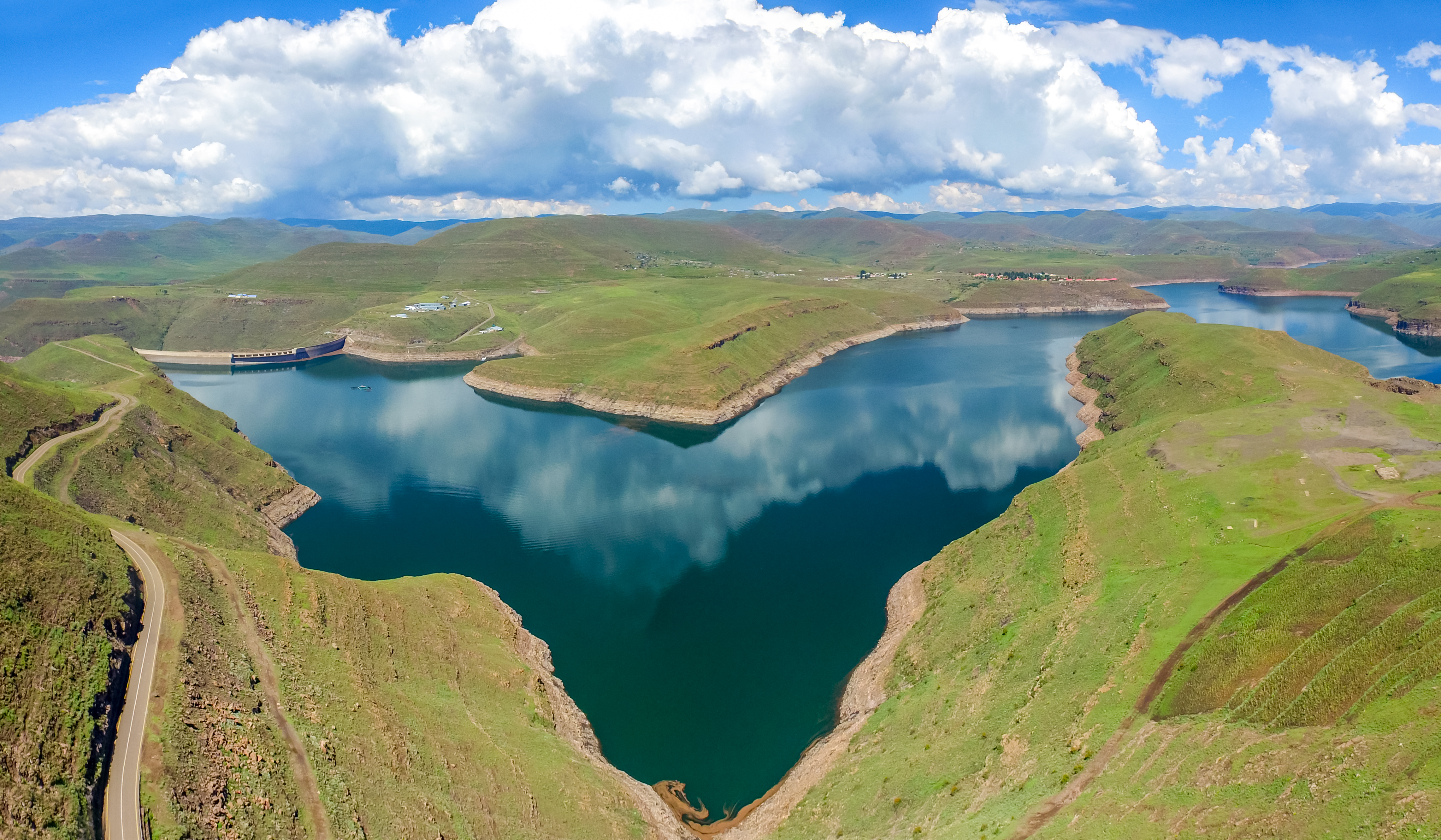
Katse-Talsperre (2015)

Der Malibamatšo ist, wie alle Flüsse in Lesotho, nicht schiffbar. Die Katse-Talsperre hat Bedeutung als Wasserreservoir für Gauteng und in geringem Maße für den Tourismus. 